# 빅토리아 요한손
빅토리아 요한손(Wiktoria Johansson, 1996년 11월 8일 ~ )은 스웨덴의 싱어송라이터이다. 간단하게 빅토리아라는 이름으로 활동한다. 멜로디페스티발렌 2016에서 4위를 하면서 이름을 알렸다.